# Verwaltungsgemeinschaft Leinetal
La Communauté d'administration de la Leine (Verwaltungsgemeinschaft Leinetal) réunit huit communes de l'arrondissement d'Eichsfeld en Thuringe. Créée le 2 janvier 1992, elle a son siège dans la commune de Bodenrode-Westhausen.

## Géographie
La communauté regroupe 7 118 habitants en 2010 pour une superficie de 88,74 km2 (densité : 80,2 hab/km2.
Communes (population en 2010) : 
- Bodenrode-Westhausen (1 159) ;
- Geisleden (1 034) ;
- Glasehausen (180) ;
- Heuthen (763) ;
- Hohes Kreuz (1 388) ;
- Reinholterode (798) ;
- Steinbach (563) ;
- Wingerode (1 233).

La communauté d'administration est située dans le centre de l'arrondissement, à la limite avec l'arrondissement de Göttingen en Basse-Saxe. Elle est traversée d'est en ouest par la Leine et tire son nom de la vallée (tal) de cette rivière.